# Paweł Danilewicz
Paweł Danilewicz (Danielewicz) herbu Ostoja (zm. 1667) – dziedzic dóbr Leszna, sędzia ziemski wileński w latach 1649–1667, podsędek wileński w latach 1646–1649, cześnik lidzki w latach 1642–1646, sędzia grodzki wileński w latach 1641–1646, starosta niegrodowy inturski w 1655 roku, marszałek Trybunału Głównego Wielkiego Księstwa Litewskiego w 1655 roku.
Paweł Danilewicz, w 1648 roku, był elektorem Jana II Kazimierza Wazy z województwa wileńskiego. Poseł na sejm nadzwyczajny 1654 roku. W 1655 roku był sygnatariuszem układu w Kiejdanach.
Wspominał go Wojciech Wijuk Kojałowicz pisząc:

Za moich czasów Paweł Danielewicz naprzód podsędek, potem sędzia ziemski wileński, mąż nie tylko w prawie ojczystem wielce biegły, ale i sprawiedliwością zacny.

Paweł Danilewicz wymieniony został także przez Kaspra Niesieckiego w Herbarzu polskim. Ożeniony był z Zofią Duninówną Kitlicką. Jego synem był Adam Karol, sędzia grodzki wileński.